# 柯枝猶太人

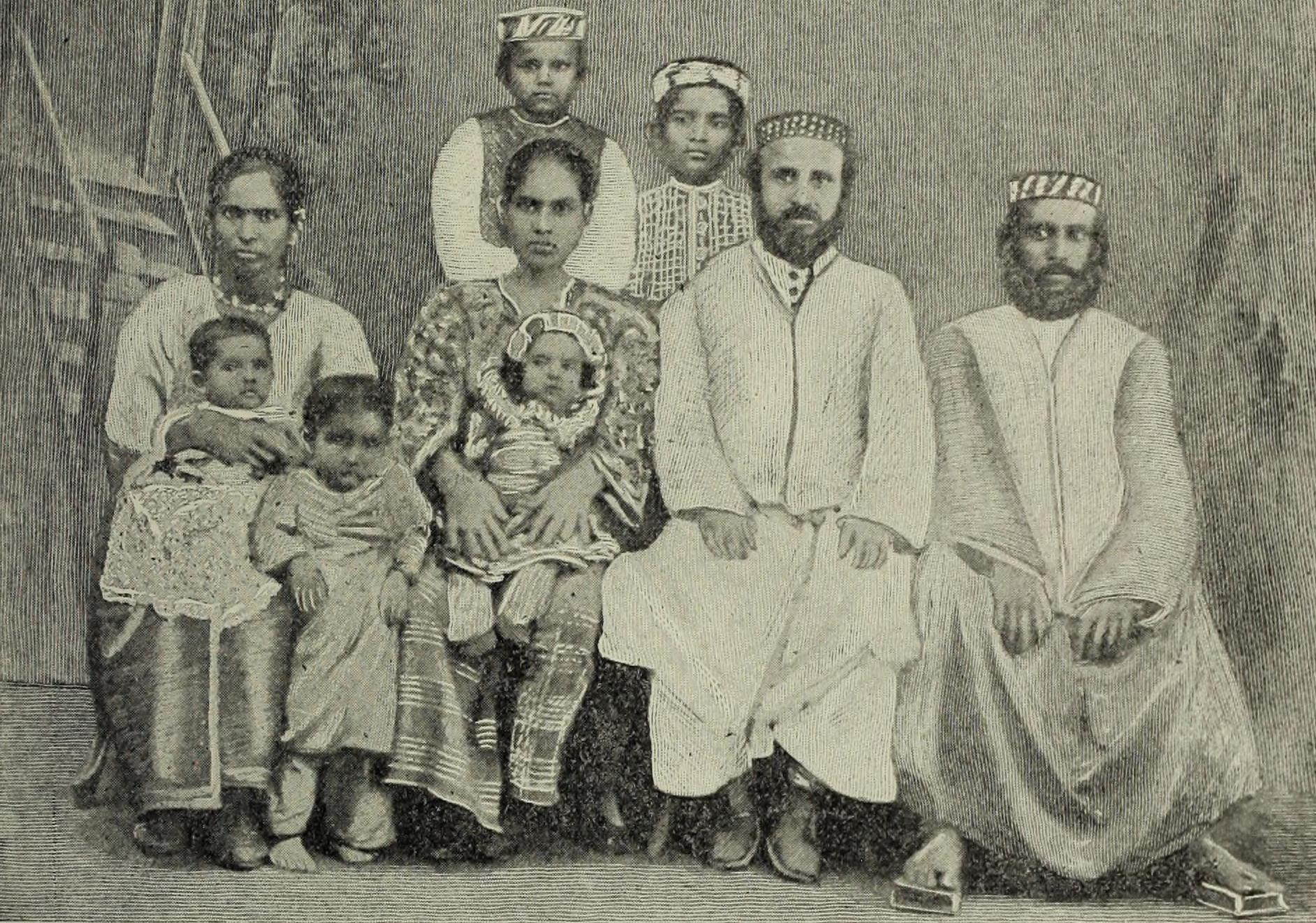
柯枝猶太人

柯枝猶太人，又名馬拉巴爾猶太人，是生活在現在印度喀拉拉邦的猶太人。
他們是印度最古老的猶太人群體，最早可追溯至所羅門王時代。早在12世紀一個來自西班牙图德拉的猶太旅行家提及印度南部的黑猶太人，這些人後來被稱為馬拉巴里猶太人。 他們在12世紀和13世紀開始在喀拉拉建立猶太會堂。他們的語言稱猶太-馬拉雅拉姆语，是馬拉雅拉姆语的方言。
在1492年，塞法迪猶太人因阿爾罕布拉法令驅逐出西班牙之後，一些塞法迪猶太人家族最終在16世紀前往柯枝。他們被稱為帕拉迪西猶太人，他們與歐洲保持著一些貿易聯繫，他們的語言技能是有用的。在印度他們從馬拉巴爾猶太人學習 稱猶太-馬拉雅拉姆语，但仍保留了他們的族裔和文化差異。在19世紀末，一些說阿拉伯語的猶太人，誰被稱為巴格達迪，也移民到印度南部，並加入了帕拉迪西猶太人社區。
1947年印度獲得獨立和以色列成為一個國家後，大多數柯枝猶太人在20世紀50年代中期從喀拉拉移民到以色列。大多數白猶太人喜歡遷移到澳大利亞和其他英聯邦國家，柯枝猶太人的大多數猶太會堂已經出售和用於其他用途。但帕拉迪西猶太人仍有一個會堂用於禮拜和供遊客參觀。